# Mala Azija
Mala Azija je veliki poluotok u Aziji (Turska), koji pripada Prednjoj Aziji. Cipar se također često smješta u Malu Aziju.

## Zemljopis
Površina i granice
Površina Male Azije iznosi 757 000 km² i čini 96 % turskog državnog teritorija, a pri tome je to samo oko 3 % površine ukupne Azije.
Na jugu poluotok oplakuju vode Sredozemnog mora (vidi Rod i Cipar), na sjeveru izlazi na Crno more, na zapadu na Egejsko more, na sjeverozapadu na Bospor, Mramorno more i Dardanele, dok istočna granica Male Azije nije nikada bila precizno utvrđena, pa se zbog jednostavnosti najčešće poistovjećuje s istočnom granicom Turske.

## Stanovništvo i religija
Broj stanovnika se od 1930. s 12 milijuna povećalo na današnjih 55-58 milijuna, što znači udvostručenje svakih 30 godina. Današnje stanovništvo se sastoji od Turaka, Kurda i pripadnika drugih naroda. Pored navedenih, postoje još i brojne druge manjine, kao Zaza, Arapi, Armenci, Asirci, Bugari, Gruzijci, Grci (koji su do "razmjene stanovništva" 1922./1923. imali udio veći od 10 %) i Čerkezi.
U odnosu na religioznu pripadnost dominira islam (98 %, od toga 70-80 % sunita i 20-30 % alevita). Kršćani čine samo 0,2 %, a još oko 1910. godine ih je bilo oko 20 % (prije svega Grci na zapadu i sjeveru Pontski Grci). Od drugih religijskih zajednica (točni podatci nisu poznati) treba spomenuti još oko 20 000 Židova.

## Dva glavna grada i dva tjesnaca
Od antike je Bospor granica između Europe i Azije. Broj stanovnika Carigrada koji leži na Bosporu je od 1920. s 2 milijuna narastao na oko 10 milijuna. To je do 1453. bio glavni grad Bizanta, a iza toga osmanski i turski glavni grad do 1923. Tada je glavni grad izmješten u puno manju ali u odnosu na Malu Aziju centralno smještenu Ankaru. 
"Grad na Bosporu" ima, zbog svog položaja na tjesnacu između dva kontinenta, europski kao i azijski dio. Ta dva dijela grada povezana su s dva mosta i gustim brodskim prometom. 
Drugi tjesnac između Europe i Male Azije je Dardaneli (antički Helespont) između europskog poluotoka Galipolje i područja Troje i Čanakale. Geološki Europa i Azija su dio jednog velekontinenta, Euroazije.

## Povijest

### Rana povijest i antičke provincije
Ime "Mala Azija" je povijesno izvedeno od naziva rimske provincije Azija, koje se odnosilo samo na zapadni dio današnje Turske.
Oko 2000. pr. Kr. je u Anatoliji postojala kneževina Hati (također Protohetiti). Istisnuli su ih indoeuropljani koji su ovamo došli iz područja Kavkaza: Narodi Pala su se smjestili na sjeveru (najviše u Paflagoniji), a Nesi i Luvijci u srednjoj i južnoj Anatoliji. Nakon prvih kneževina, od 1660. pr. Kr. osnivaju Veliko kraljevstvo Hetita (1460. pr. Kr.-1190. pr. Kr. Ova je federacija uz Egipat bila druga velesila tadašnjeg vremena.
U 9. stoljeću pr. Kr. stvara se carstvo Urartu na kasnijem području Armenistana na istočnoanatolskom Eufratu. Kralj Sa(r)dur I. (oko 830. pr. Kr. osniva glavni grad Tušpa na jezeru Van. Razvijaju vrlo kvalitetan sistem navodnjavanja, uzgajaju stoku, obrađuju metale i stvaraju vlastite hijeroglife. Oko 620. pr. Kr. carstvo osvajaju i uništavaju Skiti.
Poslije 700. pr. Kr. grčki Jonjani i Dorani počinju kolonizirati istočne obale Egejskog mora i osnivaju:
- od sjeverozapada prema jugu: Helespont (Dardaneli), Mizija, Lidija, Karija i Licija,
- na južnoj obali: Pamfilija, Pizidija i Cilicija,
- na sjeveru: Bitinija, Pont, Paflagonija i Armenija
- u unutrašnjosti: Galacija (odnosno Frigija) i Kapadocija.

546. pr. Kr. veliki perzijski kralj Kir Veliki osvaja Lidiju a iza toga i grčke gradove na obali i Liciju. Oko 500. pr. Kr. je čitava južna Anatolija pripojena Perzijskom Carstvu.
334. pr. Kr. Aleksandar Veliki prelazi Mramorno more i pobjeđuje Perzijance. Poslije Aleksandrove smri, njegovi nasljednici dijele carstvo, a Mala Azija je pripala Seleuku I. Nikatoru.
Njegov konkurent Filetarios mu 282. pr. Kr. oduzima Pergamon, da bi ga 133. pr. Kr. naslijedio Rim. Oko 275. pr. Kr. se, nakon pljačkanja, u središnjoj Anatoliji naseljavaju Kelti iz Tracije i osnivaju Galaciju.

### Rimsko Carstvo, kršćanstvo i Bizant
Nakon 60. pr. Kr. obalna područja dospijevaju pod Rimsko Carstvo (Pompej). Ozbiljan protivnik im je bio Mitridat VI., vladar Ponta (121. pr. Kr. - 63.). Kasnije je anektirana i unutrašnjost, a oko 65. godine su provincije na nov način organizirane (Pont na sjeveru, Cilicija na jugu i Sirija na istoku). Kraljevi Galacije, Kapadocije i Paflagonije su kao vazali Rima i kao obrana prema susjedima zadržali svoja prijestolja.
S Augustovim "Rimskim mirom" počelo je oko početka nove ere razdoblje procvata ovih krajeva i trajalo sve do 2. stoljeća (carevi Trajan i Hadrijan). Oko 50. godine kršćanstvo se počinje širiti, u početku u gradu Perge a kasnije do glavnog grada Efeza i do Grčke (vidi Pavlova pisma). Nastala su prva biskupska sjedišta - među ostalim Mira u kojoj je oko 350-te djelovao sv. Nikola, a i prvi koncili su se održavali u Maloj Aziji. 
Godine 324., Carigrad je postao sjedište Istočnog Rimskog Carstva. Nakon propasti Zapadnog Rimskog Carstva Mala Azija ostaje za 700 do 1100 godina pod bizantskom vladavinom s velikim utjecajem na širu okolinu, primjerice sve do Rusije.

### Seldžuci, Mongoli i Osmanlije
U 11. stoljeću s istoka uz podršku Arapa dolaze turkmenski Seldžuci. Nakon pobjede kod Malazgrita 1071. stječu prevlast nad većim dijelom Anatolije. Centar njihove vlasti bio je u gradu Ikonion (danas velegrad Konja), 200 km južno od Ankare (Ankyra, od 1023. Angora). U 12. stoljeću je Bizant uspio vratiti neka područja. Istočno Rimsko Carstvo propalo je tek 1453. nakon pada Carigrada u ruke Osmanlija.
S dolaskom Mongola sredinom 13. stoljeća Seldžučko se Carstvo raspalo na veliki broj turskih kneževina. Jedna od tih dinastija, prema svom vođi Osmanu I. nazvana Osmani podjarmila je okolna područja a 1326. osvojila i bizantski sjever kod Burse. U Osmanskom Carstvu su sve spomenute provincije definitivno izgubile svoje autonomije a najčešće i imena.

### Prvi svjetski rat i "Razmjena stanovništva"
Pred i nakon Prvog svjetskog rata se raspalo Osmansko Carstvo koje je u 16. stoljeću ekspandiralo sve do Bosne i Mađarske. Njegov Maloazijski dio je pod Mustafom Kemalom Atatürkom u ratu protiv Grka ujedinjen. Borbe su završene tek 1922. protjerivanjem velikog broja (nekoliko milijuna (?, Izvori se ne slažu) stanovnika grčkog podrijetla tzv. "razmjenom stanovništva" 1923. (Ugovor iz Lausanne).
Turska se danas sastoji od 81 provincije, od toga 77 u Maloj Aziji i 4 u europskom dijelu zapadno od Carigrada.